# 下水湯

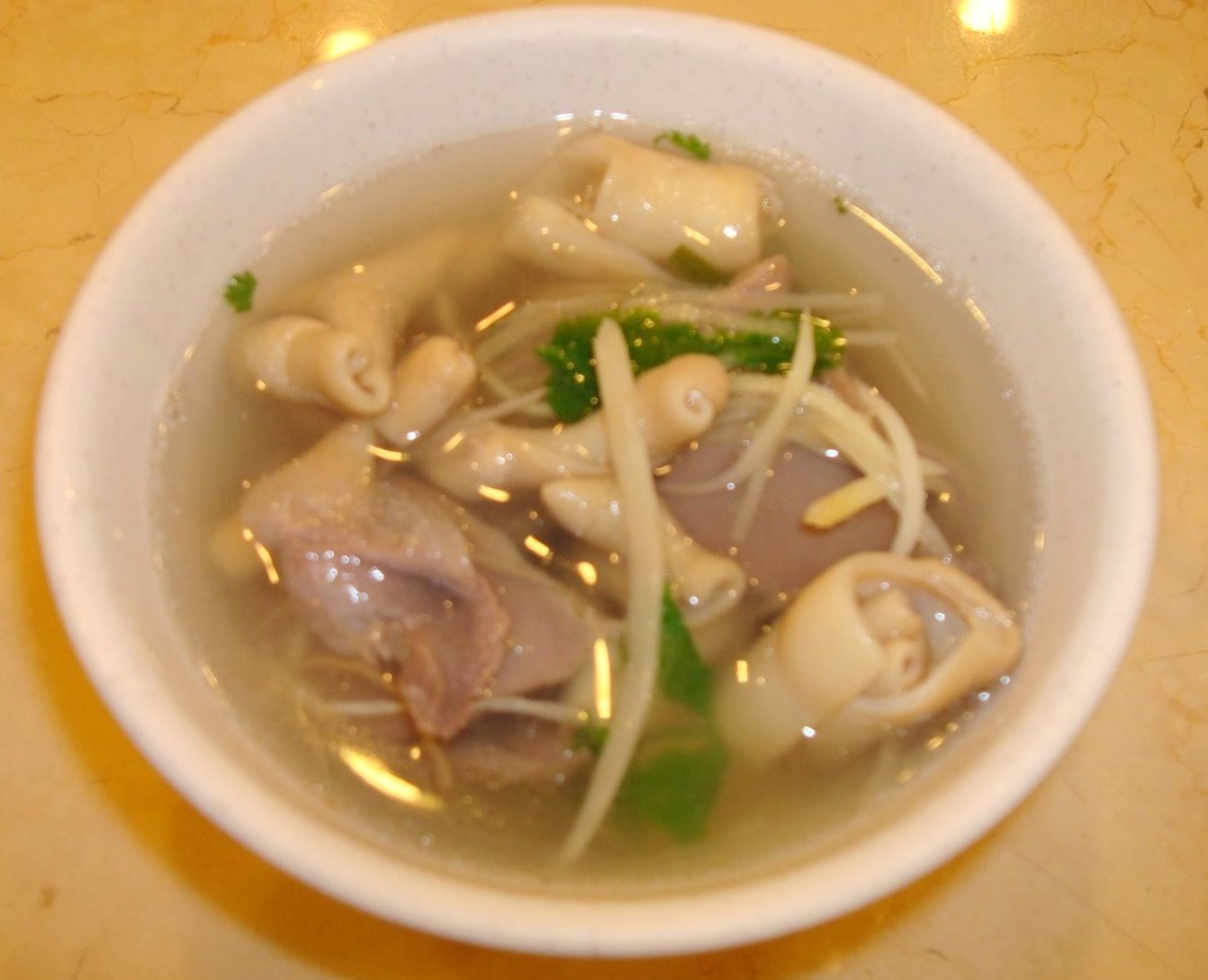
下水湯の例

下水湯（ハースィータン、ハースィートゥン、シァシュイタン）は、台湾のスープ料理。鶏の内臓肉（もつ）を用いたスープである。鴨のもつで作ることもある。
「湯」は中華料理におけるスープの意である。「下水」は「捨てるもの」の意であり、台湾では「もつ」の意である。日本のホルモン焼きにおける「ホルモン」の由来の説の1つにも似る。
台湾においても、もつは安価で栄養価も高いことから、家庭や屋台でスープにして食べられるようになり、日本のホルモン焼き同様に「安くて気軽な庶民のスタミナ料理」として人気となった。味付けに台湾米酒を使うのが特徴である。
胡椒を振る、酢を加えるなどして、自分好みに調味して食する。
日本人には、名称の文字から「下水（げすい）」を思わせるため評判が悪いが、実際に食した場合には日本人の味覚には受け入れられることも多い。日本のテレビドラマ『孤独のグルメ』で主人公・井之頭五郎が砂肝を使用した下水湯を劇中で食したことでも、知られるようになった。番組のロケ地となった飲食店では「五郎套餐（五郎セット）」としてドラマで食した汁なし麺と下水湯のセットを販売している（2023年時点）。